# Ademir Bier
Ademir Antonio Osmar Bier (Erechim, 31 de maio de 1951) é um administrador de empresas e político brasileiro filiado ao Partido Social Democrático (PSD). Foi vice-prefeito e prefeito de Marechal Cândido Rondon.

## Biografia
Natural do Rio Grande do Sul, mudou-se para Curitiba ainda criança, acompanhado de sua família. Formou-se em Administração de Empresas na década de 1970 e em 1977, mudou-se para a cidade de Marechal Cândido Rondon, no interior do Estado do Paraná.
Durante os anos iniciais da década de 1980, filiou-se ao Partido do Movimento Democrático Brasileiro (PMDB) e concorreu nas Eleições municipais no Brasil em 1985 no cargo de vice-prefeito. Com a chapa eleita, assumiu a Secretaria de Finanças e Administração do município até o fim do gestão, que ocorreu em 31 de dezembro de 1988.
Nas Eleições municipais no Brasil em 1992, concorreu ao cargo de prefeito e foi eleito. Enquanto prefeito, foi também vice-presidente da Associação dos Municípios do Oeste do Paraná (AMOP). Ao final do mandato, em dezembro de 1996, seu índice de satisfação no cargo foi de 93% de aprovação popular. Entre 1997 e 1998, foi conselheiro da Fundação para o Desenvolvimento Científico e Tecnológico (Fundetec).
Com a popularidade em alta, assim como no final do seu mandato de prefeito, lançou-se ao cargo de deputado estadual nas Eleições gerais no Brasil em 1998, obtendo uma cadeira na Assembleia Legislativa do Paraná (Alep). Nas Eleições gerais no Brasil em 2002, obteve 33.237 votos (10 mil a mais do que em 1998) mas não foi eleito diretamente, ficando com a primeira suplência do PMDB. Como o governador eleito neste ano foi Roberto Requião do PMDB e vários deputados do partidos ocuparam cargos nas secretarias estaduais, sua vaga na Alep foi confirmada desde o início da legislatura.
Reeleito para Alep em 2006, foi convidado pelo governador reeleito Roberto Requião, para assumir ao cargo de diretor administrativo/financeiro da Ferroeste, ficando no cargo entre fevereiro de 2007 até dezembro de 2008. Em janeiro de 2009, reassumiu o seu mandato de deputado.
Nas Eleições gerais no Brasil em 2010 e 2014, foi reeleito na Alep. Nas Eleições gerais no Brasil em 2018, e agora filiado ao Partido Social Democrático, não obteve votos para a vaga direta, ficando com a terceira suplência da coligação PSD/PSC. Entre 2019 e 2021, foi diretor de Obras da Companhia de Habitação do Paraná (Cohapar).
Com a morte do delegado Rubens Recalcatti em 9 de abril de 2021, assumiu a vaga como deputado suplente para a sua sexta legislatura como deputado estadual. Com o deputado Guto Silva reassumindo a vaga na Alep, Bier deixou a suplência em 13 de janeiro de 2022.